# Hemioplisis plebejata
Hemioplisis plebejata är en fjärilsart som beskrevs av Pieter Cornelius Tobias Snellen 1874. Hemioplisis plebejata ingår i släktet Hemioplisis och familjen mätare. Inga underarter finns listade i Catalogue of Life.